# Jean-Paul Vonderburg
Jean-Paul Vonderburg (1964. július 31. –) svéd válogatott labdarúgó.

## Nemzeti válogatott
A svéd válogatottban 4 mérkőzést játszott.

## Statisztika
| Svéd válogatott | Svéd válogatott | Svéd válogatott |
| Időszak         | Mérk.           | gól             |
| --------------- | --------------- | --------------- |
| 1990            | 2               | 0               |
| 1991            | 2               | 0               |
| Összesen        | 4               | 0               |